# アース・スター ドリーム
アース・スター ドリームは、2014年12月から2017年12月まで活動していた女性声優7人による日本の声優ユニット。所属レーベルはアース・スター レコード。

## 概要
アース・スター エンターテイメントが2014年に実施した『国民的声優グランプリ』の受賞者で構成されている。声優アイドルユニットとして活動。
『てーきゅう』や『うさかめ』、『魔法少女なんてもういいですから。』などの主題歌を担当するなどしてきたが、2017年12月末付で活動休止した。

## 来歴

### 2014年
- 7月1日 - 9月30日 - 「第1回国民的声優グランプリ」開催[2]。
- 12月14日　「アース・スターまつり2014 〜時代を導く星になれ！〜」でお披露目[3]。

### 2015年
- 1月7日 - 「AKIBAカルチャーズ劇場」にて初の劇場公演、「初陣」を開催[4]。
- 2月25日 - プレデビューシングルとして「ブラッドタイプ☆ハートビート」「ハッピー∞エフェクト」を同時リリース。
- 3月4日 - 超!A&G+のラジオ番組「A&G ARTIST ZONE THE CATCH」でパーソナリティを務めることが発表[5]。
- 3月17日 - 公式ホームページにて、斎藤愛永が体調不良により休養することを発表[6]。
- 4月6日 - A&G ARTIST ZONE THE CATCHが放送開始。
- 5月16日 - 定期ライブ公演「第二陣」にて村北沙織の卒業を発表[7]。
- 6月29日 - 公式HP上で斎藤愛永の卒業を発表[8][9]。
- 11月25日 - 本格デビューシングルとして「とってもサファリ」をリリース。
- 12月30日 - 定期公演「第五陣」にて、二周年記念ライブの開催を発表。

### 2016年
- 2月10日 - 2ndシングル「夢色トリドリパレード♫」をリリース。
- 4月11日 - メンバー全員が出演するアニメ「うさかめ」が放送開始。
- 5月25日 - 3rdシングル「Promise you」、「走れ！うさかめ高校テニス部！！」（「うさかめ高校テニス部」名義）をリリース。
- 8月23日 - 公式ホームページにて、新井田いづみが受験のため活動の一時停止を発表。
- 11月9日 - 4thシングル「君色に染まる 〜アース・スター ドリームver.〜」をリリース。
- 12月10日 - 二周年記念ライブにて、三周年記念ライブの開催を発表[10]。

### 2017年
- 1月10日 - 活動を一時停止していた新井田いづみが1月22日より復帰すること、芸名を海月いづみに変更したことを発表[11]。
- 1月22日 - 新年ライブにて、小出ひかると高尾奏音によるグループ内ユニット「ひかのん」が始動[12]。
- 2月27日 - 海月いづみが、同年3月15日付で卒業し、芸能界も引退することを発表した[13]。
- 8月16日 - 5thシングル「開運！招福！炎天歌」をリリース。
- 10月9日 - 中島由貴が、同年12月末日付で卒業することを発表した[14]。
- 10月17日 - ひかのんがデビューシングル「スマイル♡インビテーション」をリリース。
- 12月9日 - ディファ有明にて、三周年ライブを開催した。
- 12月14日 - 愛原ありさと谷尻まりあが、同年12月末日付で卒業、及びアース・スター エンターテイメントを退所することを発表した[15]。
- 12月15日 - アース・スター ドリームが、同年12月末日付で活動休止することを発表した[1]。
- 12月28日 - SELENE b2にて、中島由貴卒業公演を開催した。
- 12月29日 - 国立音楽院にて、愛原ありさ・谷尻まりあ卒業公演及びアース・スター ドリーム活動休止ライブを開催した。
- 12月31日 - アース・スター ドリーム活動休止。グループ内ユニット・ひかのんは活動を継続。

### 2018年
- 3月2日 - 小出ひかるが、3月末日付でアース・スター エンターテイメントを退所することを発表[16]。これに伴い、3月末日付でグループ内ユニット・ひかのんも活動休止することを発表した[17]。
- 3月11日 - 国立音楽院にて、ひかのん ラストライブを開催した。
- 3月31日 - グループ内ユニット・ひかのん活動休止。また、アース・スター エンターテイメントが声優・タレント事業から撤退し、過去メンバーを含む全メンバーが事務所から退所となった。

## メンバー

### 最終メンバー
| 名前                       | 愛称     | 生年月日              | 血液型 | 身長  | イメージカラー | 備考 |
| -------------------------- | -------- | --------------------- | ------ | ----- | -------------- | --- |
| 高尾奏音 （たかお かのん） | のんのん | 2002年9月10日（22歳） | O      | 152cm | ピンク         | 作曲家の高尾奏之介の妹であり、自身もミラノ国際ジュニアピアノコンクール1位などの経歴を持つ。 2017年1月から2018年3月までグループ内ユニット『ひかのん』としても活動。 2018年3月31日、アース・スター エンターテイメントの声優・タレント事業撤退後、声優養成所に通いながら、フリーでの声優・タレント活動期間を経て、同年11月よりリンク・プランに所属。 |
| 曽我部英理 （そがべ えり） | えりりん | 1995年8月29日（29歳） | A      | 158cm | オレンジ       | 日本工学院八王子専門学校声優・演劇科出身。 2018年3月31日、アース・スター エンターテイメントの声優・タレント事業撤退後、トライストーン・エンタテイメントが運営する俳優養成所のトライストーン・アクティングラボに入所し、演技を学びながらフリーで活動を継続していたが、2020年12月の舞台出演をもって引退。                                           |

### 過去メンバー
| 名前                           | 愛称       | 生年月日               | 血液型 | 身長  | イメージカラー | 活動期間                        | 備考 |
| ------------------------------ | ---------- | ---------------------- | ------ | ----- | -------------- | ------------------------------- | --- |
| 村北沙織 （むらきた さおり）   | さおりん   | 1992年9月8日（32歳）   | AB     | 152cm | 紫             | 2014年12月14日 - 2015年5月16日  | 脱退後、クロコダイルに所属し活動していたが、2018年9月に引退。 |
| 斎藤愛永 （さいとう まなえ）   | ぴぃちゃん | 1996年9月30日（28歳）  | O      | 160cm | 水色           | 2014年12月14日 - 2015年6月29日  | 2015年3月17日 - 6月29日、病気療養のため活動休止。 |
| 海月いづみ （みつき いづみ）   | いづみん   | 1998年9月5日（26歳）   | A      | 157cm | 黄緑           | 2014年12月14日 - 2017年3月15日  | デビュー前にも『スパルタンMX』の出演経験がある。 2016年8月23日から2017年1月22日まで大学受験のため活動休止。復帰直前の同年1月10日より芸名を新井田いづみから改名したが、最終的に同年3月15日をもって脱退し、同時に芸能界からも引退すると宣言した。             |
| 中島由貴 （なかしま ゆき）     | ゆっきー   | 1997年9月12日（27歳）  | B      | 159cm | 白             | 2014年12月14日 - 2017年12月31日 | 以前からJSガールなどのモデル経験がある。 さらなる夢を追いかけるため、2017年12月末日をもって卒業しソロ活動へ。 2018年3月31日、アース・スター エンターテイメントの声優・タレント事業撤退後、4月1日に設立したビーフェクトに所属し活動。                        |
| 愛原ありさ （あいはら ありさ） | あーりぃ   | 1995年11月29日（29歳） | AB     | 150cm | 赤             | 2014年12月14日 - 2017年12月31日 | リーダー 新しい道に進みたいことを理由に2017年12月末日をもって卒業、さらにアース・スター エンターテイメントからも退所。 2018年4月よりマウスプロモーション附属俳優養成所に33期生として入所し、2020年4月より正所属し活動を継続。                               |
| 谷尻まりあ （たにじり まりあ） | まりあんぬ | 1994年12月8日（30歳）  | A      | 158cm | 青             | 2014年12月14日 - 2017年12月31日 | 父はクラリネット奏者の谷尻詩宜。 新しい道に進みたいことを理由に2017年12月末日をもって卒業、さらにアース・スター エンターテイメントからも退所。 2018年5月1日から2020年12月末日までオブジェクトに所属。2021年5月1日からはミレニアムプロにタレントとして所属。 |
| 小出ひかる （こいで ひかる）   | ひかるん   | 1999年7月4日（25歳）   | B      | 152cm | 黄色           | 2014年12月14日 - 2018年3月31日  | 2017年1月から2018年3月までグループ内ユニット『ひかのん』としても活動。 脱退後、芸名を小珠ひかるに改名し、DEARSTAGEに所属し活動。2021年に退所し、現在の活動は不明。                                                                                          |

## ディスコグラフィ

### シングル
|                     | 発売日         | タイトル                                     | 規格品番 | 最高位 |
| ------------------- | -------------- | -------------------------------------------- | -------- | ------ |
|                     | 2015年2月25日  | ブラッドタイプ☆ハートビート                  | ESER-016 | 圏外   |
| ハッピー∞エフェクト | 2015年2月25日  | ESER-017                                     | 圏外     |        |
| 1st                 | 2015年11月25日 | とってもサファリ                             | ESER-032 | 143位  |
| 2nd                 | 2016年2月10日  | 夢色トリドリパレード♫                        | ESER-035 | 92位   |
| 3rd                 | 2016年5月25日  | Promise you                                  | ESER-041 | 圏外   |
| 4th                 | 2016年11月9日  | 君色に染まる 〜アース・スター ドリームver.〜 | ESER-042 | 109位  |
| 5th                 | 2017年8月16日  | 開運！招福！炎天歌                           | ESER-046 | 19位   |

### ライブアルバム
|     | 発売日        | タイトル                                              | 備考     |
| --- | ------------- | ----------------------------------------------------- | -------- |
| 1st | 2017年6月14日 | アース・スター ドリーム 2周年記念ライブinディファ有明 | 配信限定 |

### Blu-ray
|     | 発売日        | タイトル                          | 規格品番 |
| --- | ------------- | --------------------------------- | -------- |
| 1st | 2017年10月7日 | 結成2周年記念ライブinディファ有明 | EAAB-030 |

### タイアップ
| 楽曲                                         | タイアップ                                                         |
| -------------------------------------------- | ------------------------------------------------------------------ |
| ブラッドタイプ☆ハートビート                  | TVアニメ『血液型くん!2』オープニングテーマ                         |
| ハッピー∞エフェクト                          | TVアニメ『血液型くん!2』エンディングテーマ                         |
| とってもサファリ                             | TVアニメ『てーきゅう6期』オープニングテーマ                        |
| 夢色トリドリパレード♫                        | TVアニメ『魔法少女なんてもういいですから。』主題歌                 |
| Promise you                                  | TVアニメ『うさかめ』エンディングテーマ                             |
| 君色に染まる 〜アース・スター ドリームver.〜 | TVアニメ『魔法少女なんてもういいですから。セカンドシーズン』主題歌 |
| 開運！招福！炎天歌                           | TVアニメ『てーきゅう9期』エンディングテーマ                        |

## 出演
各メンバーが単独で出演した作品については各メンバーの項目を参照。

### テレビアニメ
- うさかめ（メンバー全員がメインキャストとして出演）

### テレビ番組
- Club AT-X しもがめ（2014年12月21日）※アース・スターまつり2014の様子が放映された。
- ヤマノススメ！てーきゅう！コミックアース・スター大晦日スペシャル（2014年12月31日）※同上。
- Anime-TV（2015年2月25日）ゲスト出演
- あにむす!（2015年11月20日）※A応Pとの対バンライブの様子が放映された。

### ラジオ番組
- 鷲崎健の2h（超!A&G+、2015年2月27日）愛原、曽我部、中島、村北のみゲスト出演
- A&G ARTIST ZONE THE CATCH（超!A&G+、2015年4月6日 - 6月29日）月曜パーソナリティ
- オタク捜索 2次元ポリス（山形放送、2016年5月8日）愛原、中島、小出、曽我部、谷尻のみゲスト出演

### インターネット放送
- 「アース・スタードリーム〜ニコ生ういじん〜」（ニコニコ生放送、2015年3月17日）
- キャラぺろ（ニコニコ生放送）2015年5月7日、中島・谷尻ゲスト出演　6月18日、愛原・新井田ゲスト出演　8月6日、小出・曽我部ゲスト出演
- A応Pのネバ動S The GOLDEN（ニコニコ生放送）2015年11月4日、中島・愛原ゲスト出演
- 「とってもサファリ」発売記念ニコ生（ニコニコ生放送、2015年11月14日）
- うさかめファイオー！（ニコニコ生放送、2016年4月2日 - 6月25日）

### モーションアクター
- ミリオンドール（中島、愛原、谷尻[31]）
- あにトレ!EX（愛原、高尾、中島）

## 主なライブ・イベント

### 定期公演・単独ライブ
| 公演年 | タイトル                              | 副題                                     | 公演日・会場                                        |
| ------ | ------------------------------------- | ---------------------------------------- | --------------------------------------------------- |
| 2015年 | 初陣                                  |                                          | 全6公演：1月7日 - 3月18日 AKIBAカルチャーズ劇場     |
| 2015年 | 第二陣                                |                                          | 全1公演：5月16日 渋谷チェルシーホテル               |
| 2015年 | 第2.5陣                               | 小出ひかる生誕ライブ                     | 全4公演：7月11日・26日 ビリビリAKIBA                |
| 2015年 | 第三陣                                | 神新曲初披露&4人一緒に大生誕祭           | 全2公演：10月4日 国立音楽院 KMAパラダイスホール     |
| 2015年 | 第四陣                                | 愛原ありさ・谷尻まりあ生誕祭             | 全2公演：11月29日 恵比寿CreAto                      |
| 2015年 | 第五陣                                | 一周年記念ライブ                         | 全3公演：12月30日 恵比寿CreAto                      |
| 2016年 | 第六陣                                |                                          | 全3公演：1月16日 恵比寿CreAto                       |
| 2016年 | 第七陣                                |                                          | 全2公演：2月13日 恵比寿CreAto                       |
| 2016年 | 春の陣                                |                                          | 全3公演：3月26日 TwinBox AKIHABARA                  |
| 2016年 | GWの陣                                |                                          | 全2公演：5月1日 恵比寿CreAto                        |
| 2016年 | うさかめの陣                          |                                          | 全2公演：5月15日 東京アニメ・声優専門学校北葛西校舎 |
| 2016年 | 継承の陣                              |                                          | 全2公演：5月29日 恵比寿CreAto                       |
| 2016年 | 生誕の陣                              | 小出ひかる生誕祭                         | 全2公演：6月26日 恵比寿CreAto                       |
| 2016年 | （タイトルなし）                      |                                          | 全2公演：7月24日 恵比寿CreAto                       |
| 2016年 | 真夏の陣                              | 曽我部英理生誕祭                         | 全2公演：8月14日 恵比寿CreAto                       |
| 2016年 | 祝いの陣                              | 中島由貴・高尾奏音・新井田いづみ大生誕祭 | 全2公演：9月19日 恵比寿CreAto                       |
| 2016年 | ディファへの陣 PART1                  |                                          | 全2公演：10月15日 恵比寿CreAto                      |
| 2016年 | ディファへの陣 PART2                  | 愛原ありさ生誕祭                         | 全2公演：11月3日 恵比寿CreAto                       |
| 2016年 |                                       | 谷尻まりあ生誕祭                         | 全2公演：12月10日 ディファ有明                      |
| 2016年 | 二周年記念ライブ                      |                                          | 全2公演：12月10日 ディファ有明                      |
| 2016年 | クリスマスライブ                      |                                          | 全2公演：12月25日 J-SQUARE SHINAGAWA                |
| 2017年 | 新年ライブ                            |                                          | 全2公演：1月22日 上野音横丁                         |
| 2017年 | バレンタインライブ                    |                                          | 全2公演：2月12日 恵比寿CreAto                       |
| 2017年 | 3月公演                               |                                          | 全2公演：3月19日 国立音楽院                         |
| 2017年 | 4月公演                               |                                          | 全2公演：4月2日 恵比寿CreAto                        |
| 2017年 | 5月公演                               |                                          | 全2公演：5月4日 恵比寿CreAto                        |
| 2017年 | 5月公演 Part2                         |                                          | 全1公演：5月27日 恵比寿CreAto                       |
| 2017年 | 東名阪ライブツアー・大阪              |                                          | 全1公演：5月28日 LIVE HOUSE D'                      |
| 2017年 | 6月公演 Part1                         |                                          | 全2公演：6月4日 恵比寿CreAto                        |
| 2017年 | 6月公演 Part2                         |                                          | 全2公演：6月17日 恵比寿CreAto                       |
| 2017年 | 東名阪ライブツアー・名古屋            |                                          | 全1公演：6月18日 Space Zero                         |
| 2017年 | 小出ひかる生誕祭                      |                                          | 全2公演：7月2日 J-SQUARE SHINAGAWA                  |
| 2017年 | 東名阪ライブツアー・大阪公演Part2     |                                          | 全2公演：7月30日 LIVE HOUSE D'                      |
| 2017年 | 東名阪ライブツアーファイナル・東京    |                                          | 全2公演：8月13日 TwinBox AKIHABARA                  |
| 2017年 | 曽我部英理生誕祭                      |                                          | 全2公演：9月2日 恵比寿CreAto                        |
| 2017年 | 高尾奏音生誕祭                        |                                          | 全2公演：9月10日 TwinBox AKIHABARA                  |
| 2017年 | 中島由貴生誕祭                        |                                          | 全2公演：9月30日 表参道GROUND                       |
| 2017年 | 10月公演                              |                                          | 全2公演：10月14日 国立音楽院                        |
| 2017年 | 単独ライブ                            | 愛原ありさ生誕祭                         | 全2公演：11月3日 国立音楽院                         |
| 2017年 | 単独ライブ                            | 谷尻まりあ生誕祭                         | 全2公演：11月26日 国立音楽院                        |
| 2017年 | 三周年記念ライブinディファ有明        |                                          | 全1公演：12月9日 ディファ有明                       |
| 2017年 | 中島由貴 卒業公演                     |                                          | 全2公演：12月28日 白金高輪SELENE b2                 |
| 2017年 | 愛原ありさ・谷尻まりあ卒業公演        |                                          | 全2公演：12月29日 国立音楽院                        |
| 2017年 | アース・スター ドリーム活動休止ライブ |                                          | 全2公演：12月29日 国立音楽院                        |

### ゲスト出演など
| 公演年 | 形態             | タイトル                                                               | 公演日・会場                                    |
| ------ | ---------------- | ---------------------------------------------------------------------- | ----------------------------------------------- |
| 2014年 | デビューイベント | アース・スターまつり2014〜時代を導く星になれ！〜                       | 全2公演：12月14日 秋葉原UDXシアター             |
| 2015年 | ゲストライブ     | 舞台版てーきゅう〜先輩とめぐりあう時間たち〜                           | 全3公演：7月29日・8月2日 日本芸術専門学校大森校 |
| 2015年 | 対バンライブ     | A応P VS-LIVE Vol.2〜アース・スタードリームと、かげきにトレーニングEX〜 | 11月7日 AKIBAカルチャーズ劇場                   |
| 2016年 | ゲスト出演       | ANISON HISTORY Japan!!                                                 | 3月30日 NHKホール                               |
| 2016年 | ゲスト出演       | ミュージックパーク2016                                                 | 5月4日 日比谷公園                               |
| 2016年 | ゲスト出演       | とちてれ★アニメフェスタ!                                               | 5月5日 オリオンスクエアステージ                 |
| 2016年 | ゲスト出演       | ツタプレ Presents 「ガールズ・パレード vol.1」                         | 6月16日 TSUTAYA O-WEST                          |
| 2016年 | ツーマンライブ   | アース・スター ドリーム×上月せれな 2MAN LiVE『Stella e Luna』          | 7月3日 渋谷SOUND MUSEUM VISION                  |
| 2016年 | ゲスト出演       | アニソンFestival in夏サカス                                            | 7月16日 赤坂サカス                              |
| 2016年 | ゲスト出演       | Character JAPAN ヒット祈願ライブ in 神田明神納涼祭り                   | 8月13日 神田明神                                |
| 2016年 | ゲスト出演       | 京都アニソンスペシャルライブ                                           | 8月20日 KBSホール                               |
| 2016年 | ゲスト出演       | アニ鍋 -66th-                                                          | 8月21日 京都FANJ                                |
| 2016年 | ゲスト出演       | Animelo Summer Live2016 LIVE DAM STADIUM スペシャルステージ            | 8月28日 けやきひろば                            |
| 2016年 | ゲスト出演       | 中野アニソン文化祭                                                     | 10月23日 中野サンプラザ                         |
| 2016年 | 学園祭出演       | 東京情報大学翔風祭「翔風の陣」                                         | 10月23日 東京情報大学                           |
| 2016年 | 学園祭出演       | 仙台高等専門学校名取キャンパス学園祭                                   | 10月29日 仙台高等専門学校                       |
| 2016年 | ツーマンライブ   | 上月せれな&ESD ツーマンライブ『stella&Luna2』                          | 11月6日 SOUND MUSEUM VISION                     |
| 2016年 | ツーマンライブ   | アース・スター ドリーム×上月せれな ツーマンLiVE『Stella e Luna vol.3』 | 11月27日 原宿ベルエポック                       |
| 2017年 | ゲスト出演       | アッパームーン!!ミュージックフェス                                     | 4月16日 長野CLUB JUNK BOX                       |
| 2017年 | ゲスト出演       | 第6回うまかんべぇ〜祭                                                  | 4月22日 都立東大和南公園                        |
| 2017年 | ゲスト出演       | BRANDWAGON - 旬な人ら - vol.ZERO                                       | 5月2日 新宿BLAZE                                |
| 2017年 | ゲスト出演       | 肉フェス TOKYO 2017 WONDERLAND                                         | 5月5日 お台場特設会場                           |
| 2017年 | 学園祭出演       | 東京大学「五月祭」                                                     | 5月21日 東京大学 本郷キャンパス                 |
| 2017年 | ゲスト出演       | Asia pop Culture Festival〜難波劇場 SEXY CAT〜☆あ〜や生誕祭☆           | 5月29日 大阪・BIG CAT                           |
| 2017年 | ゲスト出演       | 豊橋ぽぷかる歩行者天国7                                                | 6月18日 豊橋駅前広小路通り                      |
| 2017年 | ゲスト出演       | ウタゴエPLUS                                                           | 6月25日 渋谷VISION                              |
| 2017年 | ゲスト出演       | Re:animation 10-Rave In 潮風公園                                       | 7月1日 潮風公園                                 |
| 2017年 | 対バンライブ     | A応P VS-LIVE Vol.6                                                     | 9月17日 Shibuya WWW                             |
| 2017年 | 学園祭出演       | 東京アナウンス学院 星誕祭                                              | 10月28日 東放学園アトリエクマノ                 |
| 2017年 | ゲスト出演       | かけがわポップカルチャーサミット2017                                   | 10月25日 掛川市掛川城公園                       |
| 2017年 | ゲスト出演       | ウタゴエPLUS                                                           | 12月2日 ベルエポック美容専門学校                |

## グループ内ユニット
ひかのんは、小出・高尾の2人によるユニット。2017年1月から活動しており、同年10月より「スマイル♡インビテーション」でCDデビュー。
アース・スター ドリームの活動休止後も活動していたが、小出ひかるの退所に伴い、2018年3月で活動を停止した。

### ディスコグラフィ

#### シングル
|     | 発売日         | タイトル                  | 規格品番                              | 最高位 |
| --- | -------------- | ------------------------- | ------------------------------------- | ------ |
| 1st | 2017年10月17日 | スマイル♡インビテーション | ESER-048（限定版） ESER-049（通常版） | 140位  |

#### タイアップ
| 楽曲                      | タイアップ                                    |
| ------------------------- | --------------------------------------------- |
| スマイル♡インビテーション | TVアニメ『無責任ギャラクシー☆タイラー』主題歌 |

### インターネット放送
- アイドルにさせといて!（FRESH!、2017年12月10日）[34]
- スマイル☆ティーパーティー（YouTube・FRESH!、2017年5月3日 - 2018年2月21日）

### 主なライブ・イベント（ひかのん）
| 公演年 | タイトル                               | 公演日・会場                  |
| ------ | -------------------------------------- | ----------------------------- |
| 2017年 | 高尾奏音ソロライブ＆ひかのん単独ライブ | 全1公演：5月27日 恵比寿CreAto |
| 2018年 | ひかのんワンマンライブ〜飼育員会議〜   | 全2公演：1月8日 秋葉原ZEST    |
| 2018年 | ひかのん ラストライブ                  | 全1公演：3月11日 国立音楽院   |